# Googolduplex
Googolduplex (gugoldupleks) – liczba, której zapis dziesiętny składa się z jedynki i googolplexa zer, czyli:
{\displaystyle \,\mathrm {googolduplex} =10^{10^{10^{100}}}}
Można go zapisać również jako: 101010 000 000 000 000 000 000 000 000 000 000 000 000 000 000 000 000 000 000 000 000 000 000 000 000 000 000 000 000 000 000 000 000 000
Zapisanie tak dużej liczby w systemie dziesiętnym w Googolu wszechświatów identycznych do naszego byłoby niemożliwe ze względu na brak wystarczającej liczby atomów.